# Adquisición de segunda lengua
La adquisición de una segunda lengua (ASL), o L2 (Lengua 2), es el proceso mediante el cual las personas aprenden una segunda lengua. La adquisición de una segunda lengua también es la disciplina científica dedicada al estudio de este proceso. Como campo de estudio, la ASL es una subdisciplina de la lingüística aplicada, pero también está estrechamente relacionada con la psicolingüística, la psicología cognitiva, la psicología y la educación.

## Conceptos clave en la ASL

### Interlengua
Un concepto central en la investigación de la ASL es el de interlengua, que postula que el lenguaje utilizado por los estudiantes no es simplemente el resultado de las diferencias entre los idiomas que ya dominan y el idioma que están aprendiendo, sino un sistema lingüístico completo en sí mismo, con sus propias reglas sistemáticas. Este interlenguaje se desarrolla gradualmente a medida que los alumnos se exponen al idioma meta. El orden en que los estudiantes adquieren las características de su nuevo idioma es notablemente constante, incluso para aquellos con diferentes lenguas maternas y sin importar si han recibido instrucción formal en el idioma.

### Transferencia lingüística
Sin embargo, los idiomas que los alumnos ya conocen pueden influir significativamente en el proceso de aprendizaje de uno nuevo, fenómeno conocido como transferencia lingüística.

## Factores que influyen en la ASL

### Input e interacción
El principal factor que impulsa la ASL parece ser la entrada lingüística (input) que reciben los alumnos. Los estudiantes progresan a medida que se ven expuestos al idioma que están aprendiendo y dedican tiempo a la lectura voluntaria. La hipótesis del input, desarrollada por el lingüista Stephen Krashen, establece una distinción entre la adquisición y el aprendizaje del lenguaje (distinción adquisición-aprendizaje), afirmando que la adquisición es un proceso subconsciente, mientras que el aprendizaje es consciente. Según esta hipótesis, el proceso de adquisición en L2 es similar al de la adquisición de L1 (lengua materna). El proceso de aprendizaje implica un estudio consciente y la internalización de las reglas del idioma que se está aprendiendo. Sin embargo, investigaciones posteriores, como la hipótesis de la interacción y la hipótesis del output comprensible, sugieren que las oportunidades para la producción lingüística (output) y la interacción también son necesarias para que los estudiantes alcancen niveles avanzados.

### Enfoques de investigación
La investigación sobre cómo los estudiantes adquieren un nuevo idioma abarca diversas áreas.
- Enfoques teóricos sobre la naturaleza del lenguaje: Se busca determinar si las habilidades lingüísticas básicas son innatas (innatismo), adquiridas (ambientalismo) o una combinación de ambos.

- Enfoques cognitivos: Investigan los procesos cerebrales subyacentes a la adquisición del lenguaje, como la influencia de la atención y la memoria.

- Enfoques socioculturales: Consideran que la ASL es un fenómeno social y buscan explicarlo en su contexto social. Factores sociales clave incluyen el nivel de inmersión lingüística, la conexión con la comunidad de la L2 y el género (cuando es relevante para el idioma de destino).

- Enfoques lingüísticos: Analizan el lenguaje de forma independiente de otros tipos de conocimiento y buscan aplicar los hallazgos de la lingüística general a la ASL.

### Factores individuales y contextuales
También se investiga cómo la ASL se ve afectada por factores individuales como la edad y las estrategias de aprendizaje. Un tema recurrente es la hipótesis del período crítico, que sugiere que la capacidad de aprender completamente un idioma disminuye después de cierta edad en la infancia. También se estudian las diferencias entre el aprendizaje en adultos y en niños. Las estrategias de aprendizaje se clasifican en estrategias de aprendizaje o comunicativas, y se desarrollan para mejorar las habilidades de adquisición. Los factores afectivos, como la ansiedad, la personalidad, las actitudes sociales y la motivación, también influyen en la capacidad de aprender un nuevo idioma.

## Desgaste de la segunda lengua
Las personas también pueden perder un idioma a través de un proceso llamado atrición lingüística de la segunda lengua. Esto suele ser causado por la falta de uso o exposición a un idioma. La gravedad del desgaste depende de factores sociales y motivacionales presentes durante la adquisición. Finalmente, la investigación en el aula analiza el efecto de la instrucción formal en la adquisición.  

## Definiciones
El término "segunda lengua" se refiere a cualquier idioma aprendido además de la lengua materna de una persona. Aunque el concepto se denomina "adquisición de una segunda lengua", también puede abarcar el aprendizaje de un tercer, cuarto o sucesivos idiomas. Adquisición de una segunda lengua se refiere al proceso de aprendizaje, no a las prácticas de enseñanza de idiomas, aunque la enseñanza puede influir en la adquisición. El término "adquisición" se usó originalmente para enfatizar la naturaleza inconsciente del proceso de aprendizaje, pero en los últimos años, "aprendizaje" y "adquisición" se han convertido en gran medida en sinónimos.
La ASL puede incluir el aprendizaje de idiomas de herencia, pero generalmente no abarca el bilingüismo en su sentido estricto. La mayoría de los investigadores de ASL consideran que el bilingüismo es el resultado final del aprendizaje de un idioma, no el proceso en sí, y asocian el término con la fluidez activa. Sin embargo, en campos como la educación y la psicología, el término "bilingüismo" a menudo se utiliza para referirse a todas las formas de multilingüismo. La ASL tampoco debe contrastarse con la adquisición de una lengua extranjera; más bien, el aprendizaje de segundas lenguas y el aprendizaje de lenguas extranjeras implican los mismos procesos fundamentales en diferentes situaciones.

## Antecedentes de la investigación
La disciplina académica de la adquisición de una segunda lengua es una subdisciplina de la lingüística aplicada. Es un campo amplio y relativamente nuevo. Además de diversas ramas de la lingüística, la adquisición de una segunda lengua está estrechamente relacionada con la psicología, la psicología cognitiva y la educación. Para distinguir la disciplina académica del proceso de aprendizaje, también se utilizan los términos "investigación de la adquisición de segundas lenguas", "estudios de segundas lenguas" y "estudios de adquisición de segundas lenguas".
La investigación en ASL comenzó como un campo interdisciplinario, lo que dificulta la identificación de una fecha de inicio precisa. Sin embargo, dos artículos son considerados fundamentales para el desarrollo del estudio moderno de la ASL: el ensayo de Pit Corder de 1967, "El significado de los errores de los aprendices", y el artículo de Larry Selinker de 1972, "Interlenguaje". El campo experimentó un gran desarrollo en las décadas siguientes. Desde la década de 1980, la ASL se ha estudiado desde diversas perspectivas disciplinarias y teóricas. A principios de la década de 2000, algunas investigaciones sugirieron una equivalencia entre la adquisición de lenguajes humanos y de lenguajes informáticos (como Java) por parte de niños entre 5 y 11 años, aunque esto no ha sido ampliamente aceptado entre los educadores. Los enfoques más relevantes en la actualidad incluyen la lingüística sistémico-funcional, la teoría sociocultural, la lingüística cognitiva, la gramática universal de Noam Chomsky, la teoría de la adquisición de habilidades y el conexionismo.
Se ha debatido mucho sobre cómo se aprende el lenguaje, y aún quedan muchos problemas por resolver. Existen numerosas teorías sobre la adquisición de una segunda lengua, pero ninguna es aceptada como una explicación completa por todos los investigadores de ASL. Debido a la naturaleza interdisciplinaria del campo, no se espera que esto suceda en un futuro previsible. No obstante, se han realizado intentos de proporcionar una visión más unificada que intente vincular la adquisición de la primera lengua y la investigación sobre el aprendizaje de la segunda lengua.

## Etapas
Stephen Krashen divide el proceso de adquisición de una segunda lengua en cinco etapas: preproducción, producción temprana, emergencia del habla, fluidez intermedia y fluidez avanzada.
- Preproducción: También conocida como el período de silencio. Los alumnos en esta etapa tienen un vocabulario receptivo de hasta 500 palabras, pero aún no hablan su segunda lengua. No todos los alumnos pasan por un período de silencio; algunos comienzan a hablar de inmediato, aunque su producción puede consistir en imitación en lugar de uso creativo del lenguaje. Otros pueden verse obligados a hablar desde el principio como parte de un curso de idiomas. Para los alumnos que experimentan un período de silencio, este puede durar entre tres y seis meses.

- Producción temprana: Los aprendices pueden hablar en frases cortas de una o dos palabras. También pueden memorizar fragmentos de lenguaje, aunque pueden cometer errores al usarlos. Los aprendices suelen tener un vocabulario activo y receptivo de alrededor de 1000 palabras. Esta etapa normalmente dura alrededor de seis meses.

- Emergencia del habla: Los vocabularios de los alumnos aumentan hasta alrededor de 3000 palabras. Pueden comunicarse utilizando preguntas y frases simples, y a menudo cometen errores gramaticales.

- Fluidez intermedia: Los aprendices tienen un vocabulario de alrededor de 6000 palabras y pueden utilizar estructuras de frases más complejas. Pueden compartir sus pensamientos y opiniones, pero cometen errores frecuentes con estructuras complejas.

- Fluidez avanzada: Se alcanza típicamente entre cinco y diez años después de comenzar a aprender el idioma. Los aprendices pueden hablar a un nivel cercano al de un hablante nativo.

Krashen también desarrolló una serie de hipótesis que discuten la naturaleza de los procesos de pensamiento de los estudiantes de segundas lenguas y el desarrollo de la autoconciencia durante la adquisición de la segunda lengua. Las hipótesis más destacadas son la teoría del monitor y la hipótesis del filtro afectivo.
El tiempo necesario para alcanzar un alto nivel de competencia puede variar según el idioma aprendido. En el caso de los hablantes nativos de inglés, el Instituto de Servicio Exterior (FSI) del Departamento de Estado de los Estados Unidos proporcionó algunas estimaciones para el personal profesional (hablantes nativos de inglés que generalmente ya conocen otros idiomas). De los 63 idiomas analizados, los cinco idiomas más difíciles de alcanzar para hablar y leer, que requieren 88 semanas (2200 horas de clase), son el árabe, el cantonés, el mandarín, el japonés y el coreano. El Instituto del Servicio Exterior y el Centro Nacional de Traducción Virtual señalan que el japonés suele ser más difícil de aprender que otros idiomas en este grupo.

## Comparación con la adquisición de la primera lengua
Los adultos que aprenden una segunda lengua difieren de los niños que adquieren su primera lengua en al menos tres aspectos: los niños aún están desarrollando sus cerebros, mientras que los adultos tienen mentes maduras, y los adultos tienen al menos una primera lengua que guía su pensamiento y habla. Aunque algunos estudiantes adultos de segundas lenguas alcanzan niveles muy altos de dominio, la pronunciación tiende a ser no nativa. Esta falta de pronunciación nativa en estudiantes adultos se explica por la hipótesis del período crítico. Cuando el habla de un alumno se estanca, se conoce como fosilización.
Algunos errores que los estudiantes de segundo idioma cometen se originan en su primer idioma. Por ejemplo, los hispanohablantes que aprenden inglés pueden decir "Is raining" en lugar de "It is raining" (está lloviendo), omitiendo el sujeto de la oración. Este tipo de influencia de la primera lengua en la segunda se conoce como transferencia negativa. Sin embargo, los hablantes de francés que aprenden inglés no suelen cometer el mismo error. Esto se debe a que las oraciones con pronombres impersonales pueden omitirse (o, como en este caso, no se utilizan) en español, pero no en francés. El hablante de francés que utiliza un sujeto pronominal en inglés es un ejemplo de transferencia positiva. Es importante tener en cuenta que no todos los errores ocurren de la misma manera; incluso dos individuos con la misma lengua nativa que aprenden el mismo segundo idioma pueden utilizar diferentes partes de su lengua nativa de manera distinta. Del mismo modo, estos mismos dos individuos pueden desarrollar una fluidez casi nativa en diferentes aspectos gramaticales.
Además, cuando las personas aprenden un segundo idioma, la forma en que hablan su primer idioma cambia sutilmente. Estos cambios pueden afectar cualquier aspecto del lenguaje, desde la pronunciación y la sintaxis hasta los gestos y las características del lenguaje que los hablantes tienden a notar. Por ejemplo, los hablantes de francés que hablaban inglés como segundo idioma pronunciaron el sonido /t/ en francés de manera diferente a los hablantes monolingües de francés. Este tipo de cambio en la pronunciación se ha observado incluso al inicio de la adquisición de un segundo idioma; por ejemplo, los hablantes de inglés pronunciaron los sonidos /p t k/ del inglés, así como las vocales, de manera diferente después de comenzar a aprender coreano. Estos efectos del segundo idioma en la primera llevaron a Vivian Cook a proponer la idea de la multicompetencia, que considera los diferentes idiomas que una persona habla no como sistemas separados, sino como sistemas relacionados en su mente.

## Lenguaje del aprendiz
El lenguaje del aprendiz es el lenguaje escrito o hablado producido por un aprendiz. Es el principal tipo de datos utilizado en la investigación de la adquisición de un segundo idioma. Gran parte de la investigación en ASL se centra en las representaciones internas de un lenguaje en la mente del aprendiz y en cómo estas representaciones cambian con el tiempo. Aunque no es posible inspeccionar directamente estas representaciones con técnicas como escáneres cerebrales, los investigadores de ASL pueden hacer inferencias sobre ellas a partir del habla o la escritura de los alumnos.

### Interlengua
Inicialmente, se intentó describir el aprendizaje de idiomas basándose en la comparación de diferentes idiomas y el análisis de los errores de los aprendices. Sin embargo, estos intentos no fueron eficaces para predecir todos los errores que los aprendices cometían. Por ejemplo, los serbocroatas que aprenden inglés pueden decir "¿Qué está haciendo Pat ahora?", aunque esta oración no sea válida en ninguno de los dos idiomas.
Para explicar este tipo de error sistemático, se introdujo el concepto de interlengua. La interlengua es un sistema lingüístico emergente en la mente del aprendiz de una segunda lengua. No es una versión deficiente del idioma meta llena de errores aleatorios, ni un lenguaje basado únicamente en errores inducidos por la lengua materna. Es un lenguaje con sus propias reglas sistemáticas. Es posible analizar la mayoría de los aspectos del lenguaje desde la perspectiva de la interlengua, incluyendo la gramática, la fonología, el léxico y la pragmática.
Existen tres procesos principales que influyen en la creación de las interlenguas:
- Transferencia lingüística: Los aprendices se basan en su lengua materna para construir su sistema lingüístico. La transferencia puede ser positiva (facilitando el aprendizaje) o negativa (conduciendo a errores). En este último caso, también se habla de "interferencia".

- Sobregeneralización: Los aprendices aplican las reglas del segundo idioma de manera excesiva, de forma similar a como los niños sobregeneralizan en su primera lengua. Por ejemplo, un aprendiz puede decir "Yo fui a casa", sobregeneralizando la regla del inglés de añadir "-ed" para formar el pasado. Los niños angloparlantes también producen formas como "goed", "sticked" o "bringed". De manera similar, los niños alemanes sobreextienden los verbos regulares a los verbos irregulares en el pasado.

- Simplificación: Los aprendices utilizan una forma de lenguaje simplificada, similar al habla infantil o a los pidgins. Esto podría estar relacionado con los universales lingüísticos.

El concepto de interlengua ha tenido un gran impacto en la investigación de la ASL y es un supuesto básico para muchos investigadores.

### Secuencias de adquisición
|    | Estructura                                  | Ejemplo          |
| -- | ------------------------------------------- | ---------------- |
| 1. | Plural -s                                   | Girls go.        |
| 2. | Progresivo -ing                             | Girls going.     |
| 3. | Formas copulativas de be                    | Girls are here.  |
| 4. | Formas auxiliares de be                     | Girls are going. |
| 5. | Artículos definidos e indefinidos the and a | The girls go.    |
| 6. | Pasado irregular                            | The girls went.  |
| 7. | Tercera persona -s                          | The girl goes.   |
| 8. | Posesivo 's                                 | The girl's book. |

En la década de 1970, varios estudios investigaron el orden en que los aprendices adquirían diferentes estructuras gramaticales. Estos estudios demostraron que había poca variación en este orden entre aprendices con diferentes lenguas maternas. También mostraron que el orden era el mismo en adultos y niños, y que no cambiaba incluso si el aprendiz recibía clases de idiomas. Esto sugirió que había factores distintos de la transferencia lingüística involucrados en el aprendizaje de una segunda lengua, lo que respaldaba la validez del concepto de interlengua.
Sin embargo, los estudios no encontraron que los órdenes fueran exactamente iguales. Aunque había similitudes notables, existían diferencias entre individuos y entre estudiantes con diferentes lenguas maternas. También es difícil determinar cuándo se ha aprendido exactamente una estructura gramatical, ya que los alumnos pueden usar las estructuras correctamente en algunas situaciones pero no en otras. Por lo tanto, es más preciso hablar de secuencias de adquisición, donde se adquieren características gramaticales específicas antes o después de otras, pero el orden general es menos rígido. Por ejemplo, si la característica B y la característica D no se pueden adquirir hasta que se haya adquirido la característica A, y si la característica C no se puede adquirir hasta que se haya adquirido la característica B, pero la adquisición de la característica D no requiere la posesión de la característica B (o, por lo tanto, de la característica C), entonces son posibles tanto el orden de adquisición (A, B, C, D) como el orden de adquisición (A, D, B, C).

### Variabilidad
Aunque la adquisición de una segunda lengua sigue secuencias, no progresa de un paso al siguiente de forma ordenada. Puede haber una variabilidad considerable en las características de la interlengua de los aprendices a medida que avanzan de una etapa a otra. Por ejemplo, en un estudio de Rod Ellis, un aprendiz utilizó tanto "No look my card" como "Don't look my card" mientras jugaba al bingo. Una pequeña parte de la variación en la interlengua es variación libre, donde el aprendiz utiliza dos formas indistintamente. Sin embargo, la mayor parte de la variación es sistemática, es decir, depende del contexto en el que el aprendiz produce el lenguaje. Las formas pueden variar según el contexto lingüístico (por ejemplo, si el objeto de una oración es un nombre o un pronombre), el contexto social (expresiones formales con superiores frente a expresiones informales con amigos) y el contexto psicolingüístico (si los aprendices tienen la oportunidad de planificar lo que van a decir). Las causas de la variabilidad son un tema de debate entre los investigadores de la ASL.

## Transferencia lingüística
Una diferencia clave entre la adquisición de la primera lengua y la de la segunda es que el proceso de ASL está influenciado por los idiomas que el aprendiz ya conoce. Esta influencia se conoce como transferencia lingüística. La transferencia lingüística es un fenómeno complejo, resultado de la interacción entre el conocimiento lingüístico previo del aprendiz, la información sobre la lengua meta y los procesos cognitivos. La transferencia lingüística no siempre proviene de la lengua materna del individuo; también puede provenir de una segunda o tercera lengua. Tampoco se limita a un dominio lingüístico en particular; puede ocurrir en la gramática, la pronunciación, el vocabulario, el discurso y la lectura.
La transferencia lingüística a menudo ocurre cuando los alumnos perciben una similitud entre una característica de un idioma que ya conocen y una característica de la interlengua que han desarrollado. Si esto sucede, la adquisición de formas lingüísticas más complejas puede retrasarse en favor de formas más simples que se asemejan a las del idioma con el que el estudiante está familiarizado. Los aprendices también pueden negarse a usar ciertas formas lingüísticas si las perciben como muy diferentes de su primer idioma.
La transferencia lingüística ha sido objeto de numerosos estudios, y muchos aspectos de la misma aún no se comprenden completamente. Se han propuesto varias hipótesis para explicar la transferencia lingüística, pero no existe una explicación ampliamente aceptada.

## Input e interacción
El factor principal que afecta la adquisición del lenguaje parece ser el input que recibe el alumno. Stephen Krashen adoptó una postura firme sobre la importancia del input, afirmando que la información comprensible es todo lo necesario para la adquisición de una segunda lengua. Krashen señaló estudios que muestran que el tiempo que una persona pasa en un país extranjero está estrechamente relacionado con su nivel de adquisición del idioma. Otra evidencia proviene de estudios sobre lectura: grandes cantidades de lectura voluntaria tienen un efecto positivo significativo en el vocabulario, la gramática y la escritura de los estudiantes. El input también es el mecanismo a través del cual las personas aprenden idiomas según el modelo de la gramática universal.
El tipo de input también puede ser importante. Un principio de la teoría de Krashen es que el input no debe ser gramaticalmente secuenciado. Afirma que dicha secuenciación, como la que se encuentra en las aulas de idiomas donde las lecciones involucran practicar una "estructura del día", no es necesaria e incluso puede ser perjudicial.
Si bien el input es crucial, investigaciones recientes contradicen la afirmación de Krashen de que solo el input es importante. Por ejemplo, estudiantes inscritos en programas de inmersión lingüística en francés en Canadá producían una gramática no nativa al hablar, a pesar de tener años de lecciones centradas en el significado y habilidades de escucha estadísticamente nativas. La producción lingüística (output) parece desempeñar un papel importante y, entre otras cosas, puede proporcionar retroalimentación a los alumnos, centrarlos en la forma de lo que dicen y ayudarlos a automatizar su conocimiento del idioma. Estos procesos se han codificado en la hipótesis del output comprensible.
Los investigadores también han señalado la importancia de la interacción lingüística en la adquisición de una segunda lengua. Según la hipótesis de la interacción de Long, las condiciones para la adquisición son especialmente favorables cuando se interactúa en la segunda lengua, particularmente cuando se produce una interrupción en la comunicación y los estudiantes deben negociar el significado. Las modificaciones en el habla que surgen de estas interacciones ayudan a que el input sea más comprensible, proporcionan retroalimentación al alumno y lo impulsan a modificar su habla.